# Bungonia
Bungonia är en ort i Australien. Den ligger i kommunen Goulburn Mulwaree och delstaten New South Wales, i den sydöstra delen av landet, omkring 160 kilometer sydväst om delstatshuvudstaden Sydney. Antalet invånare är 259.
Runt Bungonia är det glesbefolkat, med 17 invånare per kvadratkilometer.. Närmaste större samhälle är Marulan, omkring 16 kilometer norr om Bungonia.
I omgivningarna runt Bungonia växer huvudsakligen savannskog. Genomsnittlig årsnederbörd är 1 238 millimeter. Den regnigaste månaden är februari, med i genomsnitt 210 mm nederbörd, och den torraste är juli, med 35 mm nederbörd.